# 李吉 (北朝)
李吉，北周原州平高县（今宁夏回族自治区固原市）人，李贤第二子。
李吉家族自称陇西郡成纪县（今甘肃省秦安县）人，他的父亲李贤、叔父李遠李穆都是西魏、北周的重臣，李吉官至仪同三司，赠官平东将军、右银青光禄、大都督。